# سیارک ۶۷۷۵
سیارک ۶۷۷۵ (به انگلیسی: 6775 Giorgini، نامگذاری:1989GJ) شش هزار و هفتصد و هفتاد و پنجمین سیارک کشف شده‌است که در ۵ آوریل ۱۹۸۹ کشف شد.
قدر مطلق سیارک برابر ۱۲٫۲۰ است.